# Pitraea
Pitraea es un género monotípico de plantas con flores perteneciente a la familia de las verbenáceas. Incluye una sola especie, Pitraea cuneato-ovata (Cav.) Caro (1961). Es nativo del sur de Sudamérica.

## Taxonomía
Pitraea cuneato-ovata fue descrita por (Cav.) Caro y publicado en Kurtziana 1: 274, en el año 1961.
Sinonimia
- Bouchea copiapensis Gay
- Castelia cuneato-ovata Cav.
- Phelloderma cuneato-ovata (Cav.) Miers
- Pitraea chilensis Turcz.
- Priva cuneato-ovata (Cav.) Rusby
- Priva laevis Juss.
- Priva orchidioides Walp.
- Verbena lobelioides Graham
- Verbena orchioides Walp.
- Verbena tuberosa Graham[4]